# Lièpvrette
La Lièpvrette est une rivière du Grand Est qui naît sur le versant oriental du massif des Vosges et draine le Val d'Argent en Alsace. Elle coule dans les départements du Haut-Rhin et du Bas-Rhin.

## Géographie

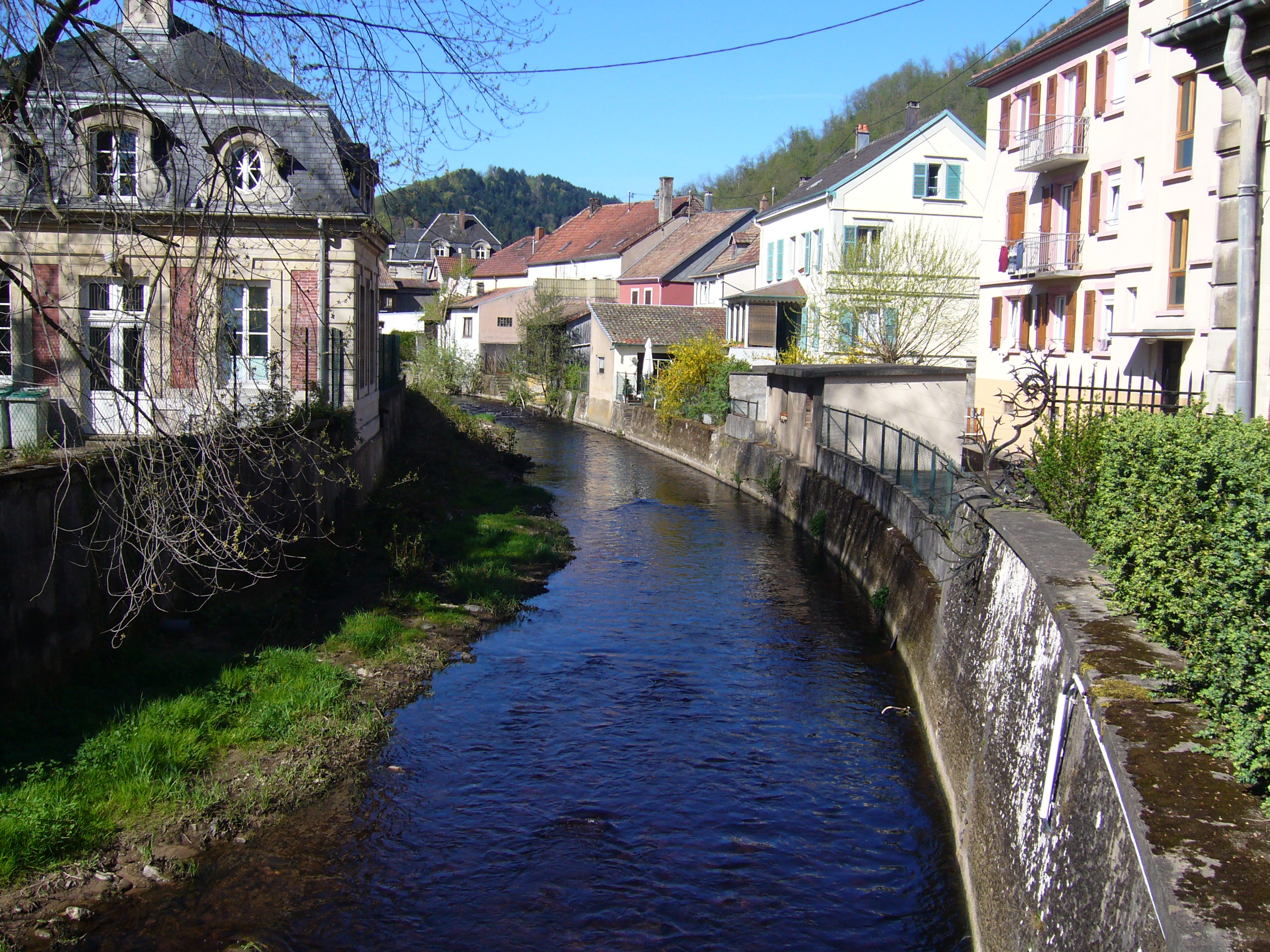
La Lièpvrette à Sainte-Croix-aux-Mines.

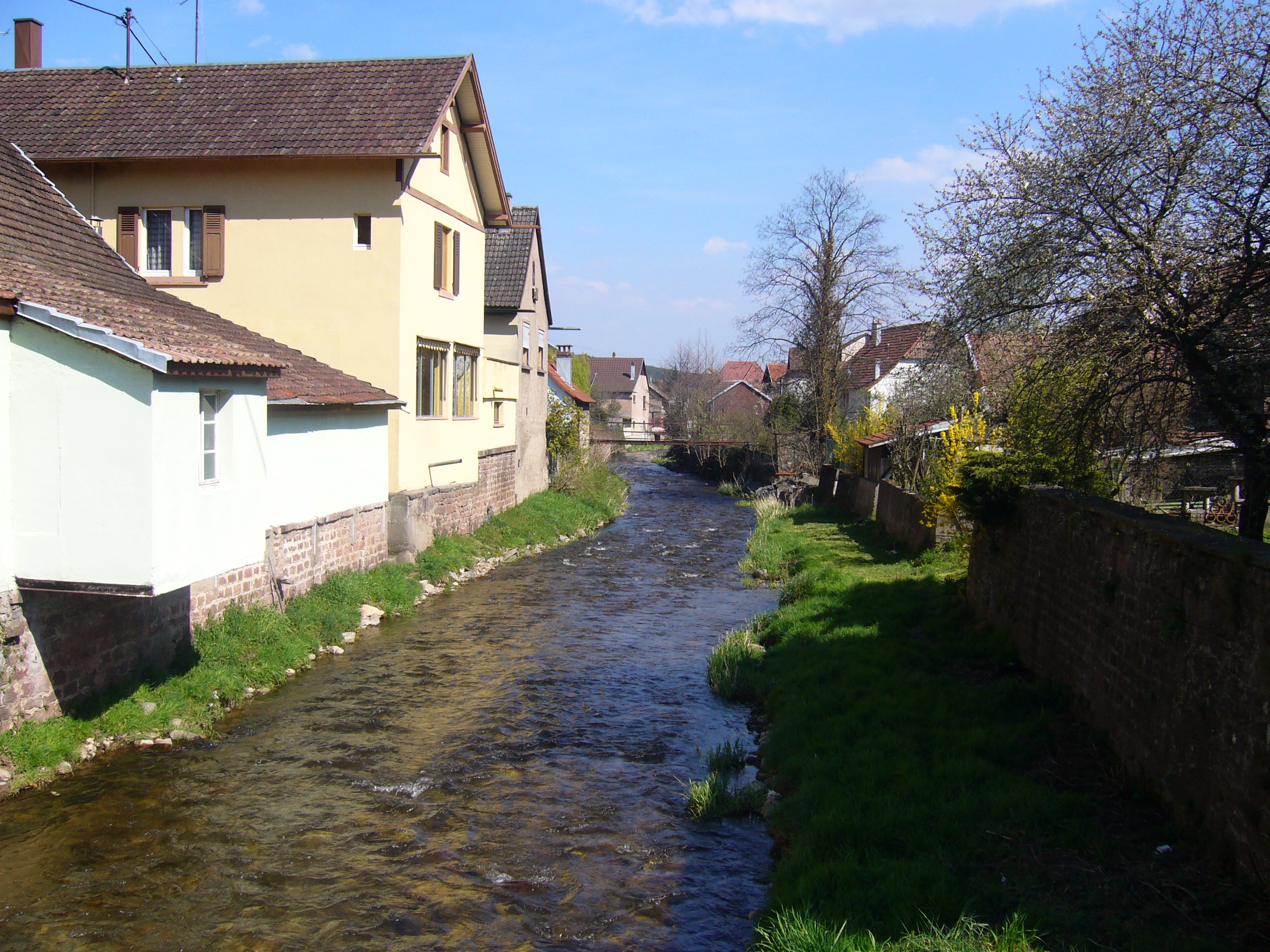
La Lièpvrette à Lièpvre.

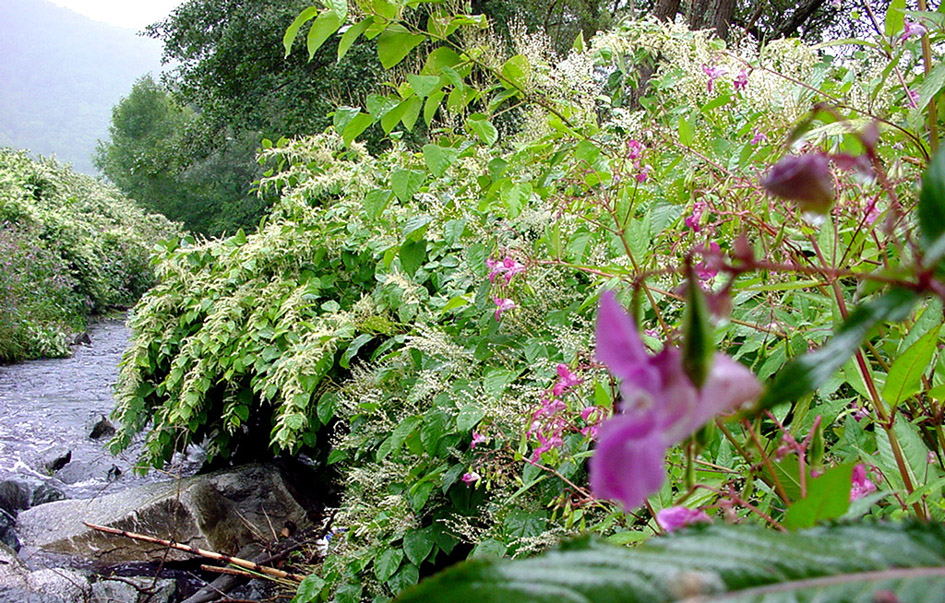
En dépit de leur intérêt esthétique, la renouée du Japon et la balsamine qui ont colonisé une grande partie des berges de la Lièpvrette sont des plantes invasives et considérées comme indicatrices de sols autrefois perturbés.

La Lièpvrette prend sa source en amont du col des Bagenelles à 750 mètres d'altitude près de Sainte-Marie-aux-Mines. 
Elle reçoit les eaux du Rauenthal qui provient du Brézouard et à gauche le Robinot qui coule du Haut des Héraux. Elle infléchit son cours vers le hameau d'Échery (Sainte-Marie-aux-Mines). La Lièpvrette traverse les communes de Sainte-Croix-aux-Mines, Lièpvre puis passe près du village de La Vancelle, pour rejoindre à la sortie du village le Giessen en amont de la petite ville de Scherwiller, après un parcours de 24,9 km.

## Affluents
Les principaux affluents de la Lièpvrette sont :
- à Sainte-Marie-aux-Mines : le Rauenthal, qui prend sa source au Brézouard (1 228 m),  l'Hâte, qui provient du hameau d'Échery[notes 1], le Fischtal, le Robinot (qui vient du Haut des Héraux), l'Hergauchamps, l'Isenbach qui prend sa source depuis le vallon de Saint-Blaise ;
- à Sainte-Croix-aux-Mines : la Timbach, la Sobache, le Grand Rombach, le Petit Rombach ;
- à Lièpvre : le Votembach, le Rombach, le Mollembach, le Kessenthal, la Goutte Saint-Blaise, le Jacquesthal qui marque la limite départementale.
- à La Vancelle: les trois ruisseaux de La Vancelle:  Rösselbach, Faulbach et Chalmont

Le Rombach prend sa source près du col de la Hingrie et parcourt un trajet de 8,5 km avant de se jeter dans la Lièpvrette. Il traverse le hameau de la Hingrie et récupère les eaux du Volbach qui prend sa source au lieu-dit de Degelingoutte, puis il est grossi par les eaux de Bestégoutte qui proviennent de la Hautegarde. À la Hingrie, le ruisseau du Rombach récupère aussi les  sources qui proviennent du Barançon, du Biagoutte (qui provient du Chat Pendu). En traversant le village de Rombach-le-Franc, le Rombach reçoit aussi les petits ruisseaux de Pierreusegoutte, de Naugigoutte, de Hargoutte et de la Vaurière dont les sources proviennent de Grandgoutte et du Grand Haut.
Au-dessous de Lièpvre, la Lièpvrette passe entre le château du Frankenbourg et le château du Haut-Koenigsbourg puis traverse la commune de Scherwiller, et celle de Châtenois. Elle rejoint ensuite le Giessen ( = la Scheer dans les anciens titres) qui vient du Val de Villé, et toutes les eaux réunies se déversent dans l'Ill au-dessous de Sélestat.

## Histoire
La Lièpvrette, nommée dans les anciens documents carolingiens "Laimaha" ou "Laima" ou ceux en latin "Lebraha" ou "Lebera", était aussi connue au Moyen Âge par les habitants de langue allemande de Sainte-Marie-aux-Mines ou de Ribeaupierre sous le nom de "Landbach" ou "Landwasser", c'est-à-dire le ruisseau provincial. "Lebraha" est sans doute un nom d'origine celtique qui semble provenir du mot '"Leber" une forme latinisée. Toutefois, un tel radical est absent du Dictionnaire de la langue gauloise (édition 2018) de Xavier Delamarre.
Vers la fin du XVIIIe siècle, les parties alsacienne et lorraine étaient séparées par le ruisseau de la Lièpvrette lequel servait de délimitation de territoire entre le duché de Lorraine et la seigneurie de Ribeaupierre.

## Hydrologie
Son débit annuel est moyen et n'excède pas 1,92 m3/s à Lièpvre et 2,10 m3/s à Châtenois. Des petits affluents qui proviennent des pentes du Taennchel et du Chalmont rejoignent la Lièpvrette à Lièpvre. La Lièpvrette reçoit aussi les eaux du Rombach qui prend sa source au col de la Hingrie à Rombach-le-Franc.
La Lièpvrette est un cours d'eau de montagne avec une énergie très marquée en amont (charge grossière de type blocs ou galets) et qui s'atténue vers l'aval, mais avec une dynamique latérale plus importante dans le fond de la vallée, marquée par un style fluvial de type "tresse" ou "méandres divagants" localement contraint par divers aménagements. 

## Écologie
Cette rivière a probablement abrité des loutres et des castors jusqu'après le Moyen Âge mais elle a également été dans le passé fortement perturbée par le déboisement de son bassin versant (utilisation énergétique du bois pour l'activité minière et la fonte des métaux). 
Elle a été localement probablement polluée par les résidus de plomb issus des stériles minières et des déchets de traitement du minerai et de fonte de l'argent et du plomb.
Localement, les berges du cours d'eau ont été entièrement colonisées par deux plantes introduites, invasives et bioindicatrices de sols perturbés et riches en nitrates ; la renouée du Japon et la balsamine de l'Himalaya.
Il s'agit néanmoins d'un cours d'eau de première catégorie piscicole, dont la faune piscicole est dominée par les salmonidés (truites et saumons). Faisant partie des cours d'eau classés, les poissons migrateurs doivent circuler sur l'ensemble de son cours.